# Colin Holderman
Colin Scott Holderman (Bourbonnais, Illinois, 8 de octubre de 1995), más conocido como Colin Holderman, es un jugador profesional estadounidense de béisbol que se desempeña en la posición de lanzador en Pittsburgh Pirates, equipo de las Grandes Ligas de Béisbol (MLB).

## Carrera
Holderman hizo su debut en la MLB con el equipo New York Mets, en el cual jugó una temporada (2022), después pasó a Pittsburgh Pirates, donde lleva jugando tres temporadas.